# 구즈역 (도치기현)
구즈역(일본어: 葛生駅, くずうえき)은 일본 도치기현 사노시에 있는 도부 철도 사노 선의 역이다. 역 번호는 TI 39이다. 사노 선의 종착역으로 일부 특급 "료모 호"의 종착역이기도 하다. 유인역이지만, 시간대에 따라서는 역무원이 부재하는 일이 있다.

## 역사
- 1889년 6월 23일: 사노 선의 전신, 아소 마차 철도(후, 사노 철도로 명칭 변경) 구즈 ~ 요시미즈 간 개업.
- 1894년 3월 20일: 구즈 ~ (구)사노마치 ~ 고시나코간 구간의 철도 개통으로 구즈 ~ 고시나코간 구간의 마차 철도 폐지. 현재의 구즈 역은 이 날 영업 개시.
- 1912년 3월 30일: 도부 철도가 사노 철도를 합병하여 사노 선이 되고 역은 도부 철도 관할이 됨.
- 1986년 10월 21일: 화물역 영업 종료.
- 2007년 3월 18일: IC카드 "PASMO"의 이용 개시.
- 2012년 3월 17일: TI 39의 역 번호 도입.
- 2013년 7월: 역 남쪽 도부 철도의 철도 화물 야드 철거지에서 최대 출력 약 1000kW의 메가 솔러 가동 개시.
- 2014년 9월 27일: 신역사 사용 개시.

## 역 구조
단선 승강장 1면 1선과 유치선 3선을 가진 지상역이다. 승강장 지붕은 개찰구 측에서 2량 편성분 밖에 없어 기둥 아래는 분홍색이다. 2량 편성의 열차는 지붕 없는 곳에 정차한다. 2006년 3월 18일에 실시된 다이아 개정부터는 원맨 열차의 문 개폐를 확인하기 위해서, 커브 미러 같은 거울이 설치되어 있다. 동년 8월부터 운전사에게 출발 신호가 개통했음을 알리는 멜로디가 흐르게 되었다. 발차 멜로디의 역할도 담당하고 있지만, 발차한 뒤에도 신호 표시가 빨강으로 바뀔 때까지 흘러가는데, 정확히는 발차 멜로디가 아니다.
유치선 중 1선은 비전화이다. 야간 시간대, 본 역에 도착한 특급 "료모"와, 상행 막차 출발 후 본 역에 도착한 보통 열차는 역 구내에서 야간 주박을 한다. 사업용 차량은 비전화의 유치선에 유치하는 경우가 있다.
역사는 선로의 서쪽에 있는 승강장은 경사로에서 연결되어 계단이 없다. 자동 개찰기가 설치되지 않았지만 2007년 3월 18일 PASMO 사용 개시에 따라 IC카드 간이 개찰기가 설치되어 있다. 자동 매표기는 1기 설치되어 있다.

### 승강장
| 번호 | 노선    | 행선            |
| ---- | ------- | --------------- |
| 1    | 사노 선 | 다테바야시 방면 |

## 역 주변
- 사노 시청 구즈 청사(옛, 구즈 정사무소)
- 사노 시립 구즈 도서관
- 구즈 우체국
- 사노 경찰서 구즈 파출소
- 아키야마 강
- 가타야마 공원
- 사노 시립 요시자와 기념 미술관 - 주로 현지의 요시자와 석회 공업에서 시에 기증된 도예품과 그림이 전시되고 있다.
- 구즈 전승관 - 지역 문화 연예를 다루는 곳, 출입 무료.
- 구즈 화석관 - 부근 특산의 석회암과 함께 산출되는 화석과 광물의 전시회가 있어, 만져볼 수 있다. 출입 무료.
- 세이란타이토 고등학교(옛, 구즈 고등학교)
- 사노 시립 구즈 초등학교
- 사노 시립 구즈미나미 초등학교
- 국도 제293호선

## 사진

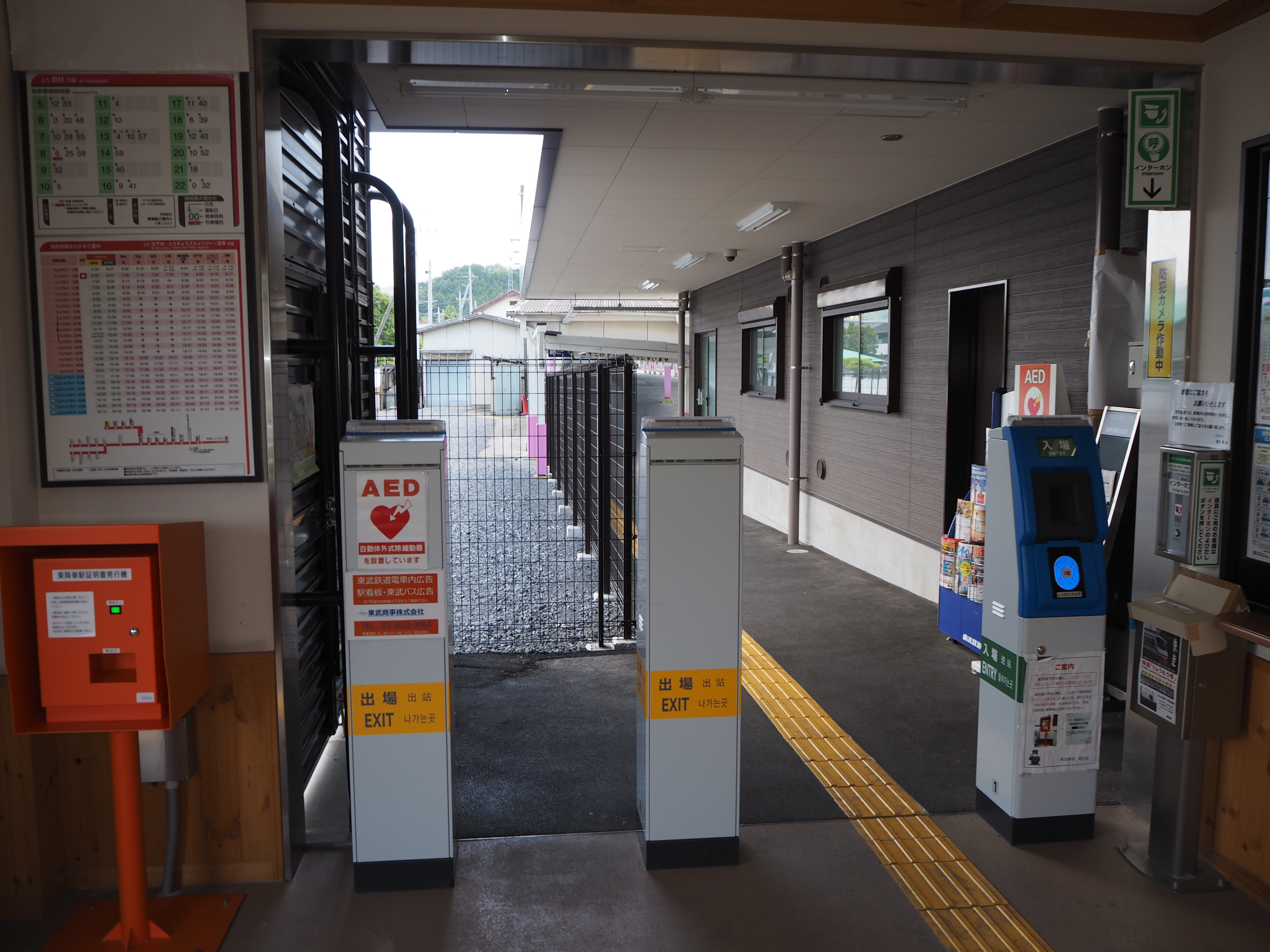
개찰구
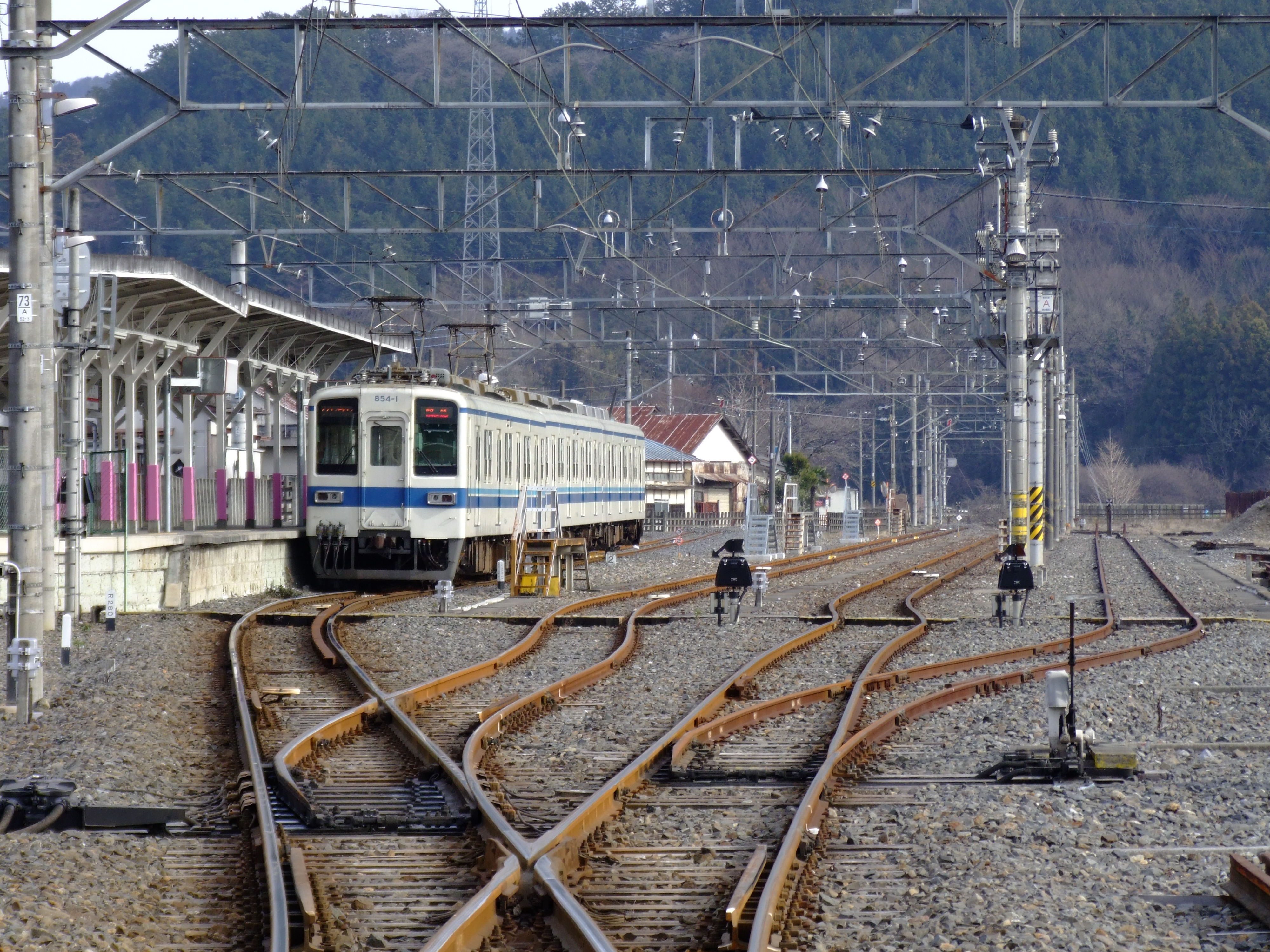
건널목에서부터 바라본 구즈 역
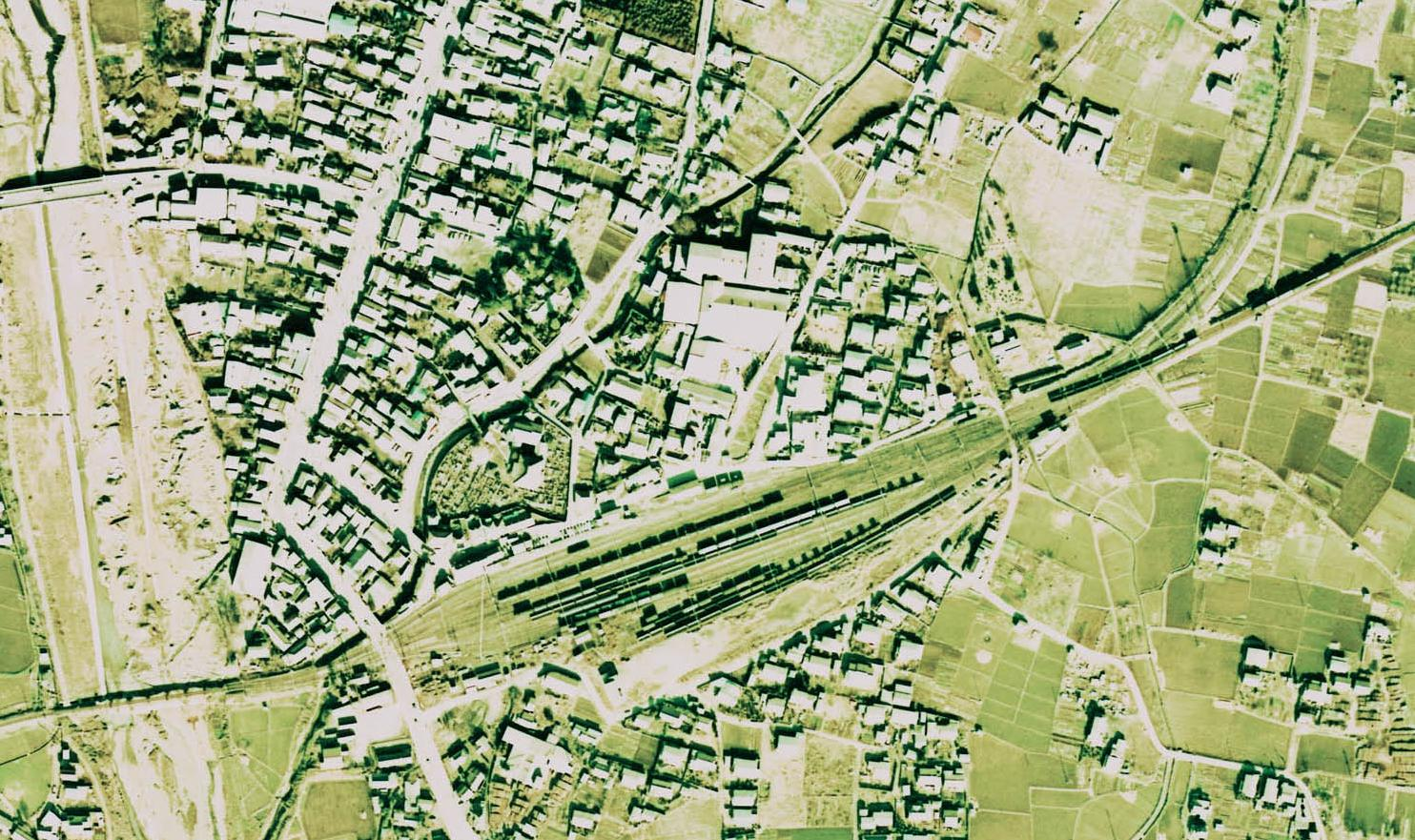
구즈 역 위성 사진(1974년)

## 인접역
| 도부 철도 사노 선          | 도부 철도 사노 선 | 도부 철도 사노 선 |
| -------------------------- | ----------------- | ----------------- |
| TI 37 다누마 아사쿠사 방면 | ■ 특급 "료모 호"  | 시·종착역         |
| TI 38 다다 다테바야시 방면 | ■ 보통            | 시·종착역         |